# 张天骥
张天骥（1040年—?），字圣涂，自号云龙山人，又称张山人，北宋人，满腹才华，却不愿意做官，醉心于道家修身养性之术，隐居徐州云龙山西麓黄茅冈，以躬耕自资，奉养父母。他养了两只鹤，在云龙山顶建一茅亭，天天以训鹤为事。张天骥也是当时徐州知州苏轼的好友。